# Giovanni Bacciardi
Giovanni Bacciardi (Cascina, 9 agosto 1937) è un politico italiano.
Dirigente cossuttiano del Partito Comunista Italiano, nel 1991 è tra i fondatori di Rifondazione Comunista dove si colloca all'estrema sinistra. Nel 1997 lascia il partito e promuove la scissione della Confederazione Comunisti/e Autorganizzati. Alcuni anni dopo aderisce ai Comunisti Italiani.
Laureato in architettura, è stato docente di Urbanistica alla facoltà di Architettura dell'Università degli Studi di Firenze.

## Biografia
Di famiglia operaia da parte di padre e di madre. Attivo in politica fin da ragazzo, inizia organicamente la sua attività nella Federazione Giovanile Comunista Italiana e nel 1964 viene eletto consigliere comunale a Firenze. Passato dalla FGCI al partito come segretario della Sezione Universitaria fa parte degli organismi dirigenti fiorentini. Alla fine degli anni ottanta viene eletto membro del C.C., e presenta nei concitati anni della svolta della Bolognina una mozione contro lo scioglimento del PCI insieme ad altri compagni dei quali faceva parte come primo firmatario Armando Cossutta. Con la nascita di Rifondazione Comunista assume il compito di coordinatore toscano e nel 1992 viene eletto deputato, restando in carica fino al 1994. 
In seguito fa parte della direzione del PRC fin quando, in dissenso con le scelte del gruppo dirigente, lascia il partito. La rottura con Fausto Bertinotti e Armando Cossutta giunge nel 1997, un mese dopo la mancata uscita di questo dalla maggioranza parlamentare che appoggiava il governo Prodi I.
Bacciardi si pose così alla guida di una scissione che in tre mesi portò alla fondazione della Confederazione Comunisti/e Autorganizzati (CCA).
Il 13 dicembre 1997 un paginone a pagamento su il manifesto lancia il progetto della CCA e chiama a raccolta quanti vogliono fondare un nuovo movimento comunista non extra-parlamentare a sinistra del PRC.
I suoi cinque promotori e fondatori oltre a Giovanni Bacciardi sono Leonardo Mazzei (membro con Bacciardi della Direzione Nazionale del PRC fino al 14 ottobre 1997), Orietta Lunghi (consigliera regionale della Toscana), Corrado Delle Donne (consigliere regionale della Lombardia) ed Emilia Calini (già deputato del Prc). Delle Donne e Calini sono pure esponenti della Slai-Cobas dell'Alfa Romeo di Arese.
Alla congresso costitutivo della CCA a Firenze il 7 febbraio 1998, partecipano 600 persone provenienti da tutta Italia. Si tratta di «un'area non maggioritaria ma certamente rilevante di compagne e compagni, soprattutto toscani e romani». Il partito di Bacciardi e Mazzei non può contare su nessun parlamentare, ma è presente nei consigli regionali, provinciali e comunali di diverse aree dell'Italia.
Obiettivo della CCA era quello di «unire in forma pluralista tutti i comunisti che tengono ben fermo l'obiettivo di una società libera senza sfruttati e senza sfruttatori».
Tutto muta però quando nell'ottobre 1998 il governo Prodi I cade e il PRC va all'opposizione. Ne nasce una discussione all'interno della CCA e si giunge ad un'insanabile spaccatura.
Il 15 novembre 1998 la maggioranza del Coordinamento Nazionale della CCA a Roma vota per rivedere la propria organizzazione politica come nucleo per la costruzione di un nuovo partito comunista, mentre la minoranza di Mazzei è per rilanciare la Confederazione.
L'unità nella CCA viene ancora meno e in modo definitivo verso la fine del 1999 a causa di differenti valutazioni sui tempi, modi e contenuti per la costituzione del nuovo partito comunista. Ne deriveranno "L'altra Lombardia-Su la testa" e il Movimento per la Confederazione dei Comunisti di Mazzei.
Nel maggio 2000 L'altraLombardia, il Movimento per la Confederazione dei comunisti, la Rete dei Comunisti, il Coordinamento Comunista di Napoli e il Centro Culturale "Il Lavoratore" di Massa Carrara e La Spezia, ritenteranno un'esperienza unitaria come Coordinamento Comunista. Bacciardi, non condividendo le varie suddivisioni del movimento, non seguirà più i futuri avvenimenti e, una decina di anni, dopo deciderà di entrare nel Partito dei Comunisti Italiani quando quest'ultimo lancia la proposta dell'unità dei comunisti.
Alle elezioni politiche italiane del 2022 è candidato con la lista Italia Sovrana Popolare di Marco Rizzo, all'uninominale al Senato nel collegio di Livorno, Pisa e Versilia, senza risultare eletto.

## Opere
- La città capitalistica, con altri, Firenze, Clusf, 1971.
- "Spazio e potere. Differenziali territoriali e divisione internazionale della produzione", con altri, Firenze, Clusf, 1978.
- Analisi di un contenitore e metaprogetto di una funzione urbana. Materiali preliminari per la elaborazione di un progetto di ristrutturazione del complesso di S. Orsola allo scopo di realizzare un centro di servizi e di attrezzature culturali e ricreative per l'Università e la città, con altri, Firenze, Clusf, 1978.
- Materiali per il Concorso nazionale per la progettazione di un'area direzionale a Firenze. Proposte di assetto per il territorio fiorentino, con altri, Padova, CEDAM, 1978.
- Parco, città, territorio. Progettazione di un parco-mostra per la città di Pistoia, con altri, Firenze, Giglio & Garisenda, 1979.
- Una proposta per il recupero di funzioni urbane nel centro storico. Progetto di ristrutturazione del Complesso di S. Orsola per la realizzazione di un centro di servizi e di attrezzature culturali e ricreative per l'Università e la città, con altri, Firenze, Clusf, 1979.
- Riuso urbano e insediamenti industriali. Materiali per un concorso sul recupero di una fabbrica, con altri, Firenze, Libreria editrice Alfani, 1981.
- Studio di fattibilità del museo nazionale di Storia naturale nell'area ex-macelli. L'area "ex-macelli" nel settore urbano Nord-Ovest di Firenze. Risultati della ricerca urbanistica, 1985, Firenze, Università degli studi di Firenze, Istituto di urbanistica, 1985.
- Studio del modello urbano e lineamenti di progetto urbanistico ed economico della città di La Spezia, Firenze, Università degli studi di Firenze, Istituto di urbanistica, 1989.